# Trevor Huffman
Trevor Huffman (Petoskey, 22 juni 1979) is een Amerikaans voormalig basketballer en basketbalcoach.

## Carrière
Huffman speelde collegebasketbal van 1998 tot 2002 voor de Kent State Golden Flashes. Hij werd niet gekozen in de NBA draft van dat jaar maar wel in de CBA Draft waar hij als 28e werd gekozen door de Great Lakes Storm. Hij koos echter voor een carrière in Europa en tekende bij het Duitse Brandt Hagen waar hij een seizoen speelde. Voor het seizoen 2003/04 tekende hij bij Stal Ostrów Wielkopolski in de Poolse competitie. In 2004 tekent hij dan toch in de CBA bij de Great Lakes Storm die nog steeds zijn draftrechten hadden. Hij speelde het seizoen uit bij UD Oliveirense in de Portugese competitie waar hij ook het volgende seizoen speelde.
In 2006 tekende hij bij Okapi Aalstar waar hij drie seizoenen speelde. Hij werd samen met Matthew Lojeski en Stéphane Pelle naar BC Oostende gehaald voor de start van het seizoen 2009/10. Hij speelde twee seizoenen voor Oostende maar had regelmatig last van blessures. In januari 2012 tekende hij bij Spirou Charleroi maar speelde het seizoen uit bij Olympique Antibes. Bij de Franse club speelde hij tot in 2013 toen hij nog een laatste aantal wedstrijden speelde voor Delfines De Miranda uit Venezuela.
Voor de start van het seizoen 2019/20 tekende hij als hoofdcoach bij Okapi Aalst maar al in januari zette hij een stap terug en werd assistent-coach tot het einde van het seizoen onder Yves Defraigne.

## Erelijst
- Nummer 24 teruggetrokken door de Kent State Golden Flashes[9]
- Ken State Sports Hall of Fame: 2008[10]
- Ster van de coaches: 2009
- Belgisch bekerwinnaar: 2010